# Campeonato Africano Sub-17 de 2003
El Campeonato Africano Sub-17 de 2003 se llevó a cabo del 25 de mayo al 8 de junio en Mbabane, Suazilandia y contó con la participación de 8 selecciones infantiles de África provenientes de una fase eliminatoria.
Camerún venció en la final a Sierra Leona para conseguir su primer título de la categoría.

## Eliminatoria

### Ronda Preliminar
| Equipo 1        | Agr.   | Equipo 2              | Ida   | Vuelta |
| --------------- | ------ | --------------------- | ----- | ------ |
| Zimbabue        | 7 – 1  | Mauricio              | 5 – 1 | 2 – 0  |
| Angola          | 11 – 2 | Santo Tomé y Príncipe | 5 – 0 | 6 – 2  |
| Lesoto          | 3 – 0  | Namibia               | 0 – 0 | 3 – 0  |
| Botsuana        | 0 – 3  | Tanzania              | 0 – 1 | 0 – 2  |
| Eritrea         | 1 – 3  | Kenia                 | 0 – 0 | 1 – 3  |
| Liberia         | w/o    | Sierra Leona          | –     | –      |
| Argelia         | w/o    | Mauritania            | –     | –      |
| Gabón           | w/o    | Togo                  | –     | –      |
| Senegal         | w/o    | Guinea-Bisáu          | –     | –      |
| Libia           | w/o    | Níger                 | –     | –      |
| Costa de Marfil | w/o    | Guinea Ecuatorial     | –     | –      |
| Uganda          | w/o    | Somalia               | –     | –      |

### Primera Ronda
| Equipo 1        | Agr.            | Equipo 2     | Ida   | Vuelta |
| --------------- | --------------- | ------------ | ----- | ------ |
| Sierra Leona    | 1 – 1 (a)       | Burkina Faso | 0 – 0 | 1 – 1  |
| Argelia         | 1 – 2           | Túnez        | 0 – 0 | 1 – 2  |
| Gabón           | 1 – 2           | Camerún      | 1 – 0 | 0 – 2  |
| Senegal         | 4 – 0           | Marruecos    | 1 – 0 | 3 – 0  |
| Zimbabue        | 2 – 3           | Malaui       | 2 – 1 | 0 – 2  |
| Libia           | 0 – 1           | Egipto       | 0 – 1 | 0 – 0  |
| Costa de Marfil | 0 – 3           | Guinea       | 0 – 2 | 0 – 1  |
| Angola          | 3 – 3 (a)       | Mozambique   | 2 – 3 | 1 – 0  |
| Gambia          | 1 – 1 (p 4 – 2) | Malí         | 0 – 1 | 1 – 0  |
| Lesoto          | 2 – 5           | Sudáfrica    | 1 – 1 | 1 – 4  |
| Tanzania        | 2 – 6           | Etiopía      | 1 – 1 | 1 – 5  |
| Kenia           | 3 – 2           | Ghana        | 2 – 0 | 1 – 2  |
| Zambia          | 4 – 1           | Somalia      | 4 – 1 | [ 1 ]  |
| Sudán           | w/o             | Nigeria      | –     | –      |

### Segunda Ronda
| Equipo 1     | Agr.  | Equipo 2   | Ida   | Vuelta |
| ------------ | ----- | ---------- | ----- | ------ |
| Sierra Leona | 2 – 1 | Túnez      | 1 – 0 | 1 – 1  |
| Camerún      | 1 – 0 | Senegal    | 1 – 0 | 0 – 0  |
| Malaui       | 0 – 3 | Egipto     | 0 – 1 | 0 – 2  |
| Guinea       | 4 – 2 | Mozambique | 3 – 0 | 1 – 2  |
| Gambia       | 2 – 1 | Zambia     | 1 – 1 | 1 – 0  |
| Nigeria      | 4 – 2 | Sudáfrica  | 3 – 1 | 1 – 1  |
| Etiopía      | w/o   | Kenia      | 2 – 0 | w/o    |

## Fase de grupos
| Color                |
| -------------------- |
| Avanza a Semifinales |